# Lepton tau
Leptón táu (tudi táv, táu, délec táu ali tauón, s simbolom {\displaystyle \tau ^{-}\ \,} ) je negativno nabiti osnovni delec z razpolovno dobo 2,90 · 10−13 sekund in maso 1777 MeV/c2 (v primerjavi z 938 MeV/c2 pri protonih in 0,511 MeV/c2 pri elektronih). Ima pridružen protidelec (antitau) in nevtrine (tauonski nevtrino in tauonski antinevtrino).